# Humilladero del Cristo (Ventosa de la Cuesta)
El humilladero del Cristo —conocido familiarmente como ermita del Cristo o ermita del humilladero del Cristo— se encuentra en el municipio de Ventosa de la Cuesta (Valladolid, España). Está a la salida del pueblo y en la carretera que conduce a Matapozuelos y Valladolid. El caminante que abandone el lugar siguiendo esta carretera lo encontrará a su derecha y verá su fachada principal mirando al pueblo.
Un humilladero es una construcción de carácter religioso, situada en los caminos o encrucijadas, siempre cercana a la población; al pasar por su lado el viajero se santiguaba, rezaba, se arrodillaba o simplemente hacía una inclinación de cabeza. De ahí el nombre de humilladero.

## El edificio

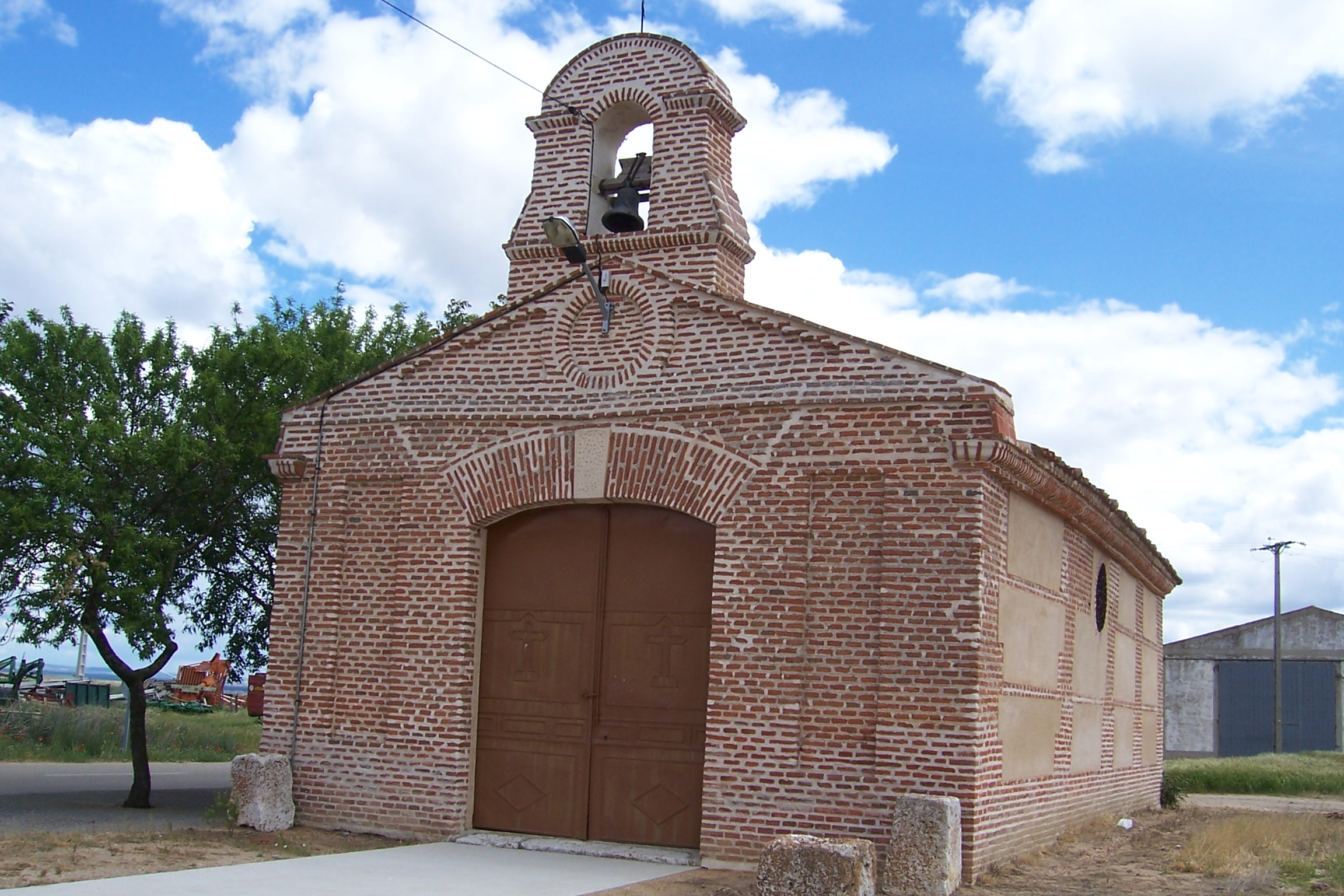
Fachada principal del humilladero. Puerta de arco escarzano, cajas rehundidas, frontón y óculo meramente decorativo

Es de planta rectangular con una sola nave. Está construido con tapial y ladrillo, con cubierta a tres aguas. En su origen se cubría a cuatro aguas pero se eliminó el tejado de la fachada para elevar el frontón.
La fachada principal, —a los pies del edificio— es toda de ladrillo. En el centro se abre la gran puerta de acceso de doble hoja, rematada con arco escarzano de ancha rosca y limitada en sus costados por cajas rehundidas. Se remata con un frontón en cuyo centro se dibuja un óculo meramente decorativo. Inmediatamente después del frontón se eleva la espadaña de un solo hueco, donde está colocada la campana. En el muro de la epístola se abre un óculo que da luz al interior.
A juzgar por sus características se supone que es obra del siglo XVIII.

## El entorno
El edificio se conserva bastante bien pero el entorno hace las veces de aparcamiento ocasional para camiones y maquinaria agrícola. Pueden verse en derredor grandes peanas de piedra que sustentaron en otros tiempos un vía crucis cuya procesión se hacía desde Ventosa.

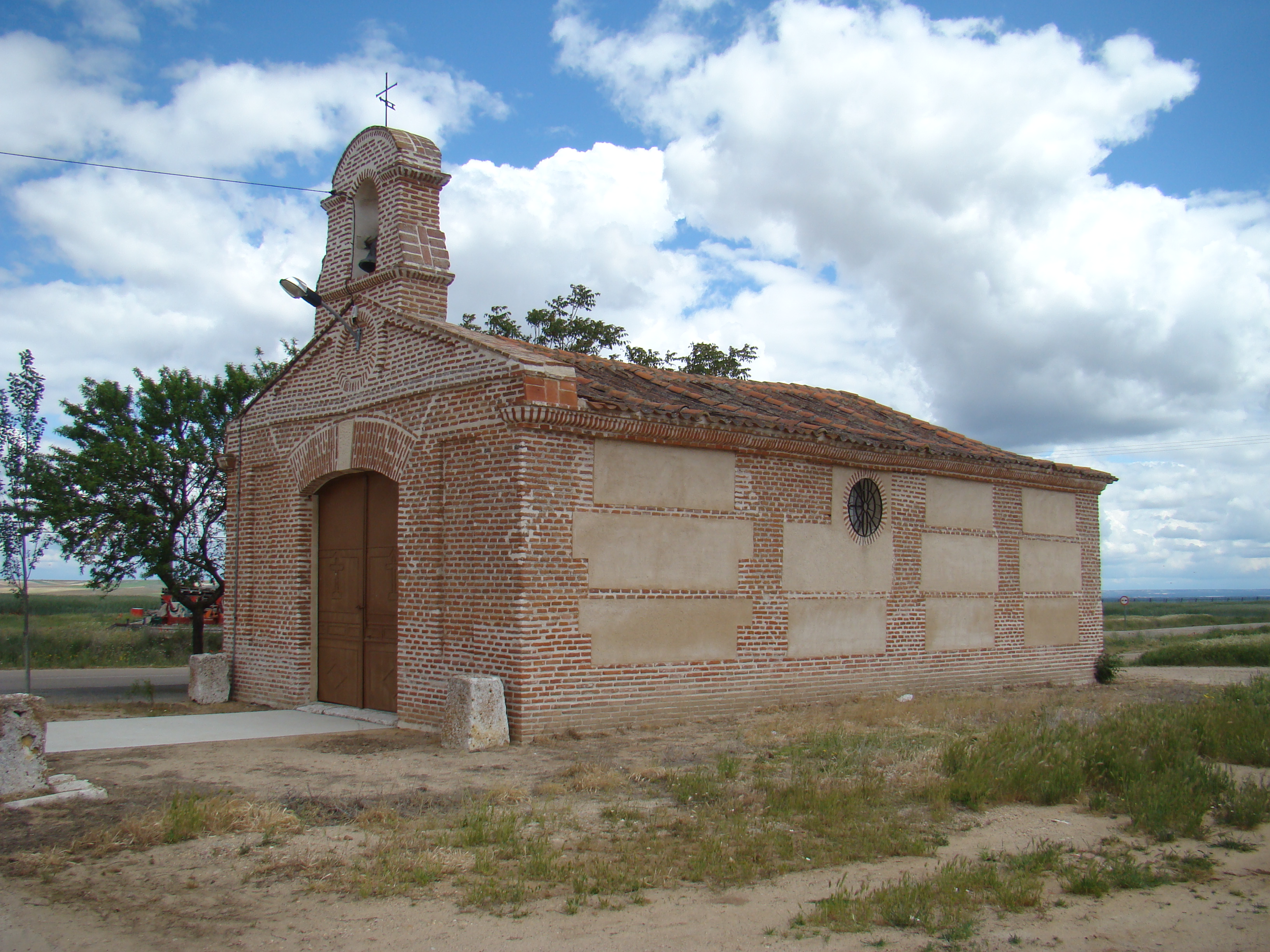
Vista lateral del humilladero, con su óculo en mitad del muro, que da luz al interior
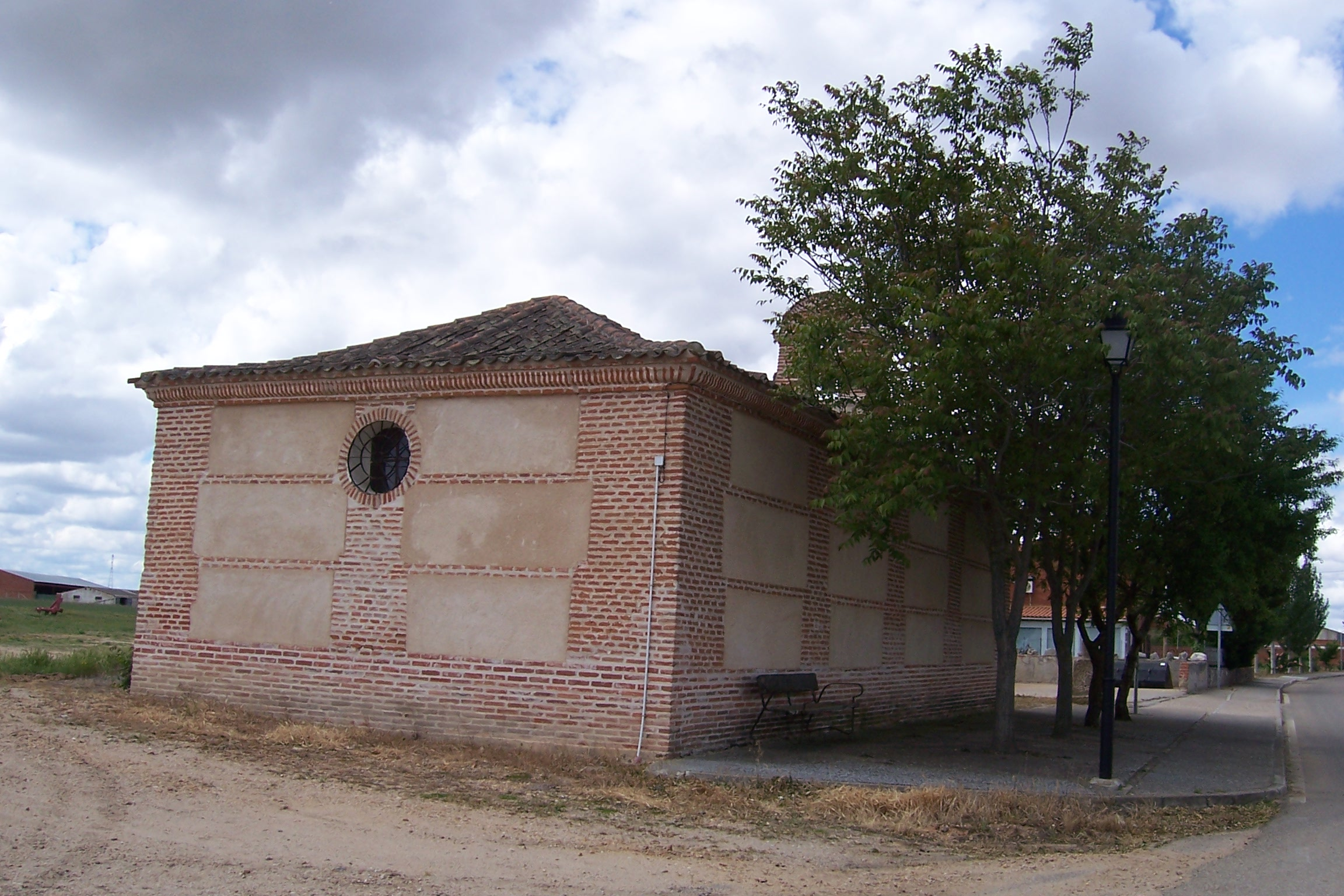
Fachada este